# Turbobomba
Uma turbobomba axial projetada e 
construída para o motor M-1.
Turbobomba é uma bomba de propulsão com dois componentes principais: uma bomba rotodinâmica com uma turbina a gás acoplada, geralmente montadas no mesmo eixo ou ligadas por engrenagens. O objetivo da turbobomba é gerar fluidos em alta pressão para alimentar a câmara de combustão ou outro uso.

As turbobombas de um motor de foguete de combustível líquido alimentam os dispositivos de combustão com combustível e oxidante em níveis altíssimos de fluxo de massa e pressão. Normalmente, combustível e oxidante são bombeados por bombas separadas. As turbobombas elevam a pressão baixa dos tanques a níveis bem altos, necessários ao processo de combustão.

## Galeria
|                                                                              |                                                                                                 |                                               |
| Turbobomba da bomba voadora alemã V-2 exposta no Museu da Ciência (Londres). | Diagrama de funcionamento da turbobomba dos motores de foguete estadounidenses RD-107 e RD-108. | Turbobomba do míssil balístico soviético R-1. |